# André Magdelain
 (septembre 2021).
Si vous disposez d'ouvrages ou d'articles de référence ou si vous connaissez des sites web de qualité traitant du thème abordé ici, merci de compléter l'article en donnant les références utiles à sa vérifiabilité et en les liant à la section « Notes et références ».
André Magdelain (1917-1993) est un historien français du droit antique romain.

## Biographie
André Magdelain est professeur d'histoire du droit, spécialisé en droit romain.
Il a enseigné à la Faculté de droit de Paris à partir de 1957 et pendant près de trente ans.
Son ouvrage de 1958, Le consensualime dans l’édit du préteur, est considéré[Par qui ?] comme important par les auteurs modernes (voir Aldo Schiavone, Ius, l’invention du droit en Occident, chapitre IX note 19). Au travers d’une enquête minutieuse sur l’édit de pactis, il aide à définir avec rigueur une constellation de mots clefs dans le langage juridique romain comme pactum, conventio, contractus mais aussi aequum et bonum, bona fides, en prenant soin de distinguer l’analyse des textes juridiques (Ulpien ou Gaius) de ceux des rhétoriciens (Cicéron ou Sénèque).